# Алеардо Алеарді
Алеардо Алеарді (італ. Aleardo Aleardi; 14 листопада 1812 — 17 липня 1878) — італійський поет і патріот.

## Біографія
Алеардо Алеарді народився 14 листопада 1812 року у Вероні, Італія. У школі Алеардо навчався так важко, що батькам радили не витрачати час і віддати його на роботу в полі, як селянина.
Вивчав спочатку в Падуї юриспруденцію, але потім, коли за своєю політичною неблагонадійністю ніде не міг знайти постійних занять, присвятив себе поетичній та літературній діяльності.
Після повстання Венеції в 1848 році на нього серед інших було покладено Маніном складання виборчого закону.
Пізніше він був посланий разом з Томмазео до міста Парижа як представник тимчасового уряду Венеції, звідти поїхав до Флоренції та Верони, де був схоплений і вивезений у Мантую.
В 1859 Алеарді знову був заарештований і укладений в Йозефштадтської фортеці в Богемії.
Після укладання миру він повернувся до Італії і, оселившись у Брешії, був обраний до парламенту.
У 1864 році призначений професором естетики при Академії образотворчих мистецтв, потім членом ради міністерства освіти та сенатором.
Твори поета, перейняті гарячим прагненням до державної, соціальної та політичної свободи Італії, неодноразово викликали на нього переслідування австрійської поліції.
Алеардо Алеарді помер у Вероні, Італія 17 липня 1878 року, у віці 65-ти років.